# Азоналност
Азоналност (от гръцки a – отрицателна частица и Zönë  — «пояс, зона»)  е разпространение на каквото и да е природно явление извън причинно-следствената връзка със зоналните особености на дадена територия. Азоналността може да се проявява по отношение както на природни (климатични, почвени, растителни, ландшафтни и др.) зони в равнините, така и във височинните пояси на планините. Азонални са тези природни явления, които напълно или в значителна степен са обусловени от вътрешните земни сили: геоложка структура, морфоструктура на релефа и др. Влиянието на азоналните фактори най-добре проличава в планините. Наред със зоналността азоналността определя формирането на регионални ландшафтни комплекси. Най-ярко азоналността се проявява в азоналните почви и растителност. Другата разновидност на азоналността е интразоналността.